# Линдсей, Джек
Джек Ли́ндсей (англ. Jack Lindsay; 20 октября 1900 года, Мельбурн — 8 марта 1990 года, Кембридж) — писатель, поэт, литературовед, искусствовед, историк родом из Австралии, проживавший с 1926 года в Великобритании.

## Биография
Старший сын австралийского писателя Нормана Линдсея и Катлин Паркинсон. В 1901 году вместе с семьёй переехал в Сидней, а в 1909 году вместе с матерью, после развода родителей, — в Брисбен. Получил образование в гимназии Брисбена, после чего поступил в Университет Квинсленда, который окончил в 1921 году с отличием и прекрасным знанием греческого и латыни. В 1920-х годах публиковал свои рассказы и поэмы в журнале The Bulletin, а также работал редактором в литературных журналах Vision и London Aphrodite.
В 1925 году вместе с другими австралийскими писателями П. Р. Стивенсоном и Дж. Кёртли он основал в Сиднее издательство Fanfrolico Press.
В 1926 году навсегда покинул Австралию, поселившись в Англии. Туда же было переведено и его издательство, в котором Линдсей публиковал свои переводы древнегреческих произведений. В годы Великой депрессии Fanfrolico Press прекратило своё существование, а сам писатель переехал в графство Корнуолл, где занялся написанием исторических романов. Тогда же он стал интересоваться коммунистическими идеями (хотя и отрицательно относился к советской модели коммунизма), начал писать статьи для журнала Left Review, а в 1941 году стал членом Коммунистической партии Великобритании, что послужило причиной ссоры с отцом (они так и никогда не помирились). В годы Второй мировой войны, в 1941-1943 годах, служил в британской армии в войсках связи, а в 1943-1945 годах был сценаристом в Военном министерстве.
Несколько книг издал под псевдонимом Ричард Престон (англ. Richard Preston). Многие из произведений Линдсея были переведены на русский язык и опубликованы в СССР большими тиражами. В 1967 году за заслуги в пропаганде и переводах советской литературы на английский язык был награждён орденом «Знак Почёта».
Всю свою сознательную жизнь Линдсей был вегетарианцем.

## Творчество
За годы своей жизни Линдсей написал/опубликовал свыше 170 книг, жанр и содержание которых отличались большим разнообразием: от классических поэм до романов, основные события которых разворачиваются в Древнем Риме, от военных историй, политических теорий и метафизической поэзии до научно-популярных книг по археологии и романов XVIII века.
Особое влияние на развитие его творчества и взглядов оказали идеи Фридриха Ницше, Уильяма Блейка и Карла Маркса. Линдсей также очень интересовался европейским Ренессансом и античной литературой. В 1923 году опубликовал сборник стихов «Фавны и женщины» (Fauns and Ladies), в 1925 году — перевод на английский язык «Лисистраты» Аристофана и других классических произведений Гомера и Феокрита, в 1937 году — книгу, посвящённую жизни и творчеству Джона Баньяна (John Bunyan: Maker of Myths).
Среди книг, переведённых на русский язык, можно выделить исторические романы «Ганнибал» (Hannibal Takes a Hand, 1941), «Люди сорок восьмого года» (Men of Forty-Eight, 1948, русский перевод 1959), эпопею «Британский путь», включающую в себя такие романы, как «Весна, которую предали» (Betrayed Spring: A Novel of the British Way, 1953, русский перевод 1955), «Твой дом» (A Local Habitation, 1957, русский перевод 1961), «Маски и лица» (Masks and Faces, 1963, русский перевод 1965) и др.
В 1950-1960-х годах Линдсей занимался преимущественно написанием литературоведческих и автобиографических работ: «После тридцатых годов» (After the 'Thirties: The Novel in Britain and its Future, 1956); исследования творчества Чарльза Диккенса (Charles Dickens, 1950), Джорджа Мередита (George Meredith: his Life and Work, 1956); «Жизнь редко говорит» (Life Rarely Tells, 1958); «Бурные 20-е годы» (The Roaring Twenties, 1960); «Фанфролико и после» (Fanfrolico and After,1962).
В более позднем творчестве, начиная с 1970-х годов, Линдсей писал исключительно в жанре художественно-критического эссе-исследования (эти работы преимущественно посвящены художникам, например, Полю Сезанну (Cézanne: His Life and Art, 1969), Томасу Гейнсборо (Thomas Gainsborough: His Life and Art, 1981), Уильяму Тёрнеру (J.M.W. Turner: His Life and Work: A Critical Biography, 1966).

## Переводы на русский язык
Только первые издания:
- Адам нового мира. — Москва: Художественная литература, 1940 г.
- Весна, которую предали. — Москва: Изд-во иностр. лит., 1955 г.
- Беглецы. Восстание на золотых приисках. — Ленинград: Детгиз, 1956 г.
- Люди сорок восьмого года. — Москва: Гослитиздат, 1959 г.
- Твой дом. — Москва: Изд-во иностр. лит., 1961 г.
- Ганнибал. — Москва: Изд-во иностр. лит., 1962 г.
- Маски и лица. — Москва: Прогресс, 1965 г.
- Подземный гром. — Москва: Прогресс, 1970 г.
- Поль Сезанн. — Москва: Искусство, 1989 г.